# 氟化銫
氟化銫（CsF）是一種由氟和銫形成的離子化合物，它常以白色粉末或晶體存在，具有潮解性，而且極易溶於水。雖然氟化銫容易潮解，但是要把它復原也很容易，只要在真空中加熱即可。 另外氟化銫比與它类似的化合物（如氟化鈉、氟化钾等）更容易解离。

## 化學性質
氟化銫跟其他的氟化物一樣，晶体裡都含有氟離子（F−），因此它的化學性質和其它固態的氟化物差不多。例如：
2 CsF (aq) + CaCl2(aq) → 2 CsCl(aq) + CaF2(s)
无水情况下，氟化銫解離程度也很强，可用作氟的来源。氟化銫還會經由卤交换反应與缺電子氯代芳香烃反應生成氟代烃。 除此之外，由于Si–F鍵键能较高，因此氟離子被用于脫去硅保护基，而无水氟化铯则是较好的氟来源。
低浓度的氟化氢是弱酸，因此氟化铯在水中水解呈碱性。
另外，氟化銫因其電負度差異大，依照法楊原則，其離子鍵性質非常明顯，為典型的離子化合物。

## 晶體結構
氟化銫的晶體結構为反石鹽型，主要原因位晶體裡的銫離子比氟離子大，而同族的锂、钠、钾、铷卤化物中阳离子都小于阴离子。另外在氟化銫的晶體裡，銫離子行成立方最密堆積而氟離子就鑲在裡面。

## 製造
一般氫氟酸與氫氧化銫或碳酸銫進行反应就可制得無水的氟化銫。

## 用途
氟化銫在有機化學裡是很好的鹽基，主要是因為它的氟離子親核性不强。有研究指出氟化銫比氟化鉀或氟化鈉進行Knoevenagel縮合反应的效率都還要高。除此之外，由於氟化銫適用於脫含矽保护基，因此它和四氫呋喃或二甲基甲醯胺反應可以把許多有機矽化合物轉換成有機矽氟化合物和一個碳負離子。例如：
氟化銫還可以應用脫甲矽基反應脫去矽基保護基。
氟化銫也是向有机化合物中引入氟的重要原料。例如氟化銫與六氟丙酮會反應成全氟烷氧基铯盐，60 °C以下都是稳定的，比相应的钾盐和钠盐都要稳定得多。 由於遠紅外線可以輕鬆的穿越氟化銫晶體，因此氟化銫的晶體可用於紅外光譜學。

## 危害
與其他氟化物一樣，氟化銫是具有一定的毒性。 它尤其不能和酸性物質接触，因為氟化銫和酸性物質反应生成氫氟酸
，而氢氟酸是一種腐蝕性極強，極為危險的化學物質。氟化铯的铯离子（Cs+）则通常不认为有毒。

## 多氟化铯
铯在一定压力下，内层电子可以参与成鍵，形成高价铯化合物，如CsF5。

## 外部連結
- 化工辭典—氟化銫 （页面存档备份，存于）